# 藤沢嵐子
藤沢 嵐子（ふじさわ らんこ、本名：早川 嵐子〈はやかわ らんこ〉、1925年7月21日 - 2013年8月22日）は、1950年代に日本で活動したタンゴ歌手である。

## 人物
東京生まれ。東京市立忍岡高等女学校（現：東京都立忍岡高等学校）卒業。1943年4月に東京音楽学校（現：東京芸術大学音楽学部）予科に入学。平原寿恵子に師事した。翌年本科声楽部に進むが、満州の紡績工場に単身赴任していた父の招きで、音楽学校を休学（のちに中退）して一家で満州に渡る。大連近郊の瓦房店市に住み、父が勤める工場で働く女工に歌を教える日々を送る。
日本の敗戦後しばらくしてから、治安の悪化や父の失業などの理由から瓦房店市から大連に移り、家計を支えるためにダンスホールで歌い始める。1947年3月に引き揚げ。
東京に戻ってからもなお、家計を支えるためにダンスホールやドサ回りでの歌手活動を続ける。この頃、原孝太郎と知り合い、彼のバンド「原孝太郎と東京六重奏楽団」で歌い始める。NHKラジオ『バンド・タイム』で偶然その音楽を聴いた早川真平がその歌声に惚れ込み、彼のバンド「早川真平とオルケスタ・ティピカ東京」の専属歌手として引き抜いた。
早川の元で本格的にタンゴを学び、1951年にビクターから初めてのレコードも出している。
1953年に藤沢、早川、刀根研二の3人で、タンゴのさらなる勉強のためにアルゼンチンに演奏旅行に出る。この旅行の際に、フアン・ペロン大統領夫人のエバ・ペロン（エビータ）の追悼コンサートに出演したり、ラジオ番組で演奏するなどし、アルゼンチンで絶大な人気を得た。この時の録音が『藤沢嵐子アワー』（ラジオ東京）で放送されると、日本でも人気が高まった。
1950年代の日本のタンゴ・ブームの立役者の一人であり、精力的にコンサートを行い、「タンゴの女王」と呼ばれた1950年代半ばから1960年代後半にはしばしばアルゼンチンや中南米諸国を公演旅行で回っている。
NHK紅白歌合戦にも5回連続出場している（詳細は下記参照）。
1971年に「早川真平とオルケスタ・ティピカ東京」が解散した後は、引退して家庭に入った。カトリックの洗礼を受け、静かな日々を送っていたが、1980年に「タンゴ百年祭」というイベントで嫌々ながら一時的に復帰。翌1981年には久々にアルゼンチンでコンサートやレコーディングを行うなど、本格的に活動を再開。
1984年、嵐子の復帰を心から喜んでいた夫・早川が癌のため没。その後も気の向くまま日本各地をコンサートで回ったり、「タンゴ五月祭」などのユニークな活動を行なったが、持病である腰痛の悪化などを理由に、「まだまだ歌えるのに」と惜しむ声が聞こえる中、1991年9月6日のコンサートを最後に引退した。
引退後は所有のマンションを売り払い東京を去り、その後は新潟県で市井の人として生活していた。
2013年8月22日22時54分、新潟県長岡市の病院で老衰のため死去。88歳没。

## 主な歌唱作品（邦題）
- Adiós pampa mía （さらば草原よ）
- A media luz （淡き光に）
- Yira Yira （ジーラ・ジーラ）
- Caminito （カミニート）
- Paisaje de Catamarca （カタマルカの風景）
- Los ejes de mi carreta （牛車にゆられて）
- Luna tucumana （トゥクマンの月）
- Bomboncito （ボンボンシート）
- Bésame mucho （ベサメ・ムーチョ）
- Che bandoneόn （チェ・バンドネオン）
- Mama, yo quiero un novio  （ママ、恋人が欲しいの）
- El pańuelito （エル・パニュエリート）

## NHK紅白歌合戦出場歴
| 1957年（昭和32年）/第8回 | さらば草原よ       | 笈田敏夫       |
| 1958年（昭和33年）/第9回 | ママ恋人が欲しいの | ジェームズ繁田 |
| 1959年（昭和34年）/第10回 | ベサメ・ムーチョ   | 笈田敏夫       |
| 1960年（昭和35年）/第11回 | ジーラ・ジーラ     | アイ・ジョージ |
| 1961年（昭和36年）/第12回 | さらば草原よ       | 高英男         |
| - このうち、第8回・第9回・第10回は、ラジオ中継の音声が現存する。 - 第10回は2009年4月29日放送のNHK-FM『今日は一日“戦後歌謡”三昧』の中で、藤沢の歌を含め全編の音声が再放送された（音声はモノラル）。 |                    |                |